# Cantón de Montigny-sur-Aube
El cantón de Montigny-sur-Aube era una división administrativa francesa, que estaba situada en el departamento de Côte-d'Or y la región de Borgoña.

## Composición
El cantón estaba formado por dieciséis comunas:
- Autricourt
- Belan-sur-Ource
- Bissey-la-Côte
- Boudreville
- Brion-sur-Ource
- Courban
- Gevrolles
- Grancey-sur-Ource
- La Chaume
- Les Goulles
- Lignerolles
- Louesme
- Montigny-sur-Aube
- Riel-les-Eaux
- Thoires
- Veuxhaulles-sur-Aube

## Supresión del cantón de Montigny-sur-Aube
En aplicación del Decreto nº 2014-175 de 18 de febrero de 2014, el cantón de Montigny-sur-Aube fue suprimido el 22 de marzo de 2015 y sus 16 comunas pasaron a formar parte del nuevo cantón de Châtillon-sur-Seine.